# Amodiaquina
L'amodiaquina és un medicament sintètic a base de quinina, utilitzat en el tractament del paludisme.
S'ha demostrat que l'amodiaquina és més eficaç que la cloroquina per tractar infeccions de malària causades per Plasmodium falciparum resistent a la cloroquina i pot ser més eficaç que la cloroquina quan aquesta es fa servir com a mesura profilàctica. L'amodiaquina, com la cloroquina, és generalment ben tolerada pel cos. És un fàrmac àmpliament disponible a l'Àfrica. El seu ús, per tant, és probablement més alt en visitants de llarga estada i persones que residents a l'Àfrica.
L'amodiaquina és un inhibidor de la histamina N-metiltransferasa.
És en la llista model de Medicaments essencials de l'Organització Mundial de la Salut, llistat dels medicaments més essencials en un sistema sanitari bàsic. El cost majorista era d'uns 0,05 USD per dosi l'any 2014.

## Ús clínic
L'amodiaquina ha esdevingut un fàrmac important en la politeràpia o teràpia conjunta pel tractament de la malària a l'Àfrica.

## Farmacogenètica
L'amodiaquina és convertida hepàticament en el seu metabòlit primari, la N-desetilamodiaquina, per l'enzim CYP2C8 pertanyent a la família del citocrom p450. Entre els consumidors d'amodiaquina, s'ha informat de diversos efectes secundàris estranys però seriosos relacionats amb variants al·lèliques del CYP2C8. El CYP2C8*1 és la variant natural de l'enzim, el qual està associat amb un ús relativament segur del fàrmac, mentre que el CYP2C8*2, *3 i *4 tots són fenotips amb una gamma de metabolització més baixa. Les persones amb aquesta metabolització reduïda presenten una eficàcia més baixa del tractament contra la malària, així com una toxicitat més elevada. Diversos estudis han estat duts a terme per determinar la prevalença d'al·lels CYP2C8 entre pacients de malària en l'Àfrica Oriental, i ha demostrat provisionalment que aquesta variant al·lèlica és relativament predominant en aquesta població. Aproximadament 3,6% de la població estudiada va mostrar un risc alt de metabolització baixa o un eficàcia reduïda del tractament amb amodiaquina. Aquesta informació és útil en programes de desenvolupament de farmacovigilància en l'Àfrica Oriental, i pot tenir consideracions clíniques importants per prescriure el medicament en regions amb gran freqüència de la variant CYP2C8 .